# Werner Mangold (Soziologe)
Werner Mangold (* 21. Mai 1927 in Amsterdam; † 11. Februar 2020) war ein deutscher Soziologe. Er war der Begründer des Instituts für Soziologie der Universität Erlangen-Nürnberg und von 1968 bis 1992 Lehrstuhlinhaber für Soziologie.

## Leben
Nach dem Studium der Soziologie, Psychologie und Philosophie an der Universität Frankfurt von 1950 bis 1958 begann Werner Mangold seine akademische Laufbahn als Wissenschaftlicher Assistent am Institut für Sozialforschung in Frankfurt bei Max Horkheimer und Theodor W. Adorno. Dort wandte er sich schon früh dem Gebiet der empirischen Sozialforschung zu, dem bis heute sein wissenschaftliches Interesse gilt. Die damals entstandene Arbeit über die Methode der Gruppendiskussion hat der qualitativen Sozialforschung wichtige, bis in die Gegenwart reichende Impulse gegeben.
Seinen ersten Ruf erhielt Werner Mangold 1962 an die Pädagogische Hochschule Osnabrück. Dort befasste er sich mit der Bildungsforschung und der Bildungsreform der 60er Jahre. 1968 folgte er einem Ruf an das neu eingerichtete Institut für Soziologie an der Universität Erlangen-Nürnberg. Der Aufbau des Instituts stellte eine Leistung von Werner Mangold dar. Dabei trug er zur Etablierung der sozialwissenschaftlichen Forschung bei. Sein Engagement galt der Industriesoziologie. Die Entwicklung dieses Faches wurde maßgeblich von ihm beeinflusst.
Die Anerkennung, die Werner Mangold in der Soziologie erwarb, spiegelte sich in seiner langjährigen Zugehörigkeit zum Vorstand der Deutschen Gesellschaft für Soziologie sowie in seiner langjährigen Tätigkeit als Gutachter der Deutschen Forschungsgemeinschaft wider.
Weitere Rufe folgten wie an die Universität Konstanz.
Nach seiner Emeritierung 1992 nahm Werner Mangold weiterhin regen Anteil an der soziologischen Forschung.

## Schriften (Auswahl)
- Gegenstand und Methode des Gruppendiskussionsverfahrens. Aus der Arbeit des Instituts für Sozialforschung, Europäische Verlagsanstalt, Frankfurt am Main 1960.
- Erkundungsstudie. – Gruppendiskussionsverfahren. – Qualitative Methoden. – Quantitative Methoden. – Soziometrie, in: Wilhelm Bernsdorf (Hg.) Wörterbuch der Soziologie, Enke, Stuttgart 1969.
- Empirische Sozialforschung. Grundlagen und Methoden (= Gesellschaft und Erziehung, Bd. 2). 3. Aufl. Quelle & Meyer, Heidelberg 1972, ISBN 3-494-00259-2.
- Gruppendiskussionen. In: René König (Hrsg.): Handbuch der empirischen Sozialforschung. Bd. 1. Stuttgart: Ferdinand Enke Verlag. 1973 S. 228–259.
- Zur Entwicklung der Bildungssoziologie in der Bundesrepublik. In: Karl Martin Bolte (Hrsg.). Materialien aus der soziologischen Forschung. Luchterhand, Darmstadt 1978, S. 209–265, ISBN 3-472-75105-3.
- Angestelltengeschichte und Angestelltensoziologie in Deutschland, England und Frankreich. In: Jürgen Kocka (Hrsg.): Angestellte im europäischen Vergleich. Vandenhoeck & Ruprecht, Göttingen 1981, S. 11–38, ISBN 3-525-36406-7.